# Adoniran Barbosa
Adoniran Barbosa (Valinhos, 6 de agosto de 1910-São Paulo, 23 de noviembre de 1982), nombre artístico de João Rubinato, fue un cantante, compositor, actor y humorista brasileño.

## Vida personal
Hijo de los inmigrantes italianos Ferdinando y Emma Rubinato, abandonó la escuela, porque no le gustaba el estudio y necesitaba trabajar para ayudar a su numerosa familia (compuesta por siete hermanos). A los 14 años consigue su primer trabajo como repartidor de ollas en la ciudad de Jundiaí, a la cual su familia se había mudado, buscando resolver sus problemas financieros. Luego de eso se mudan a Santo André y finalmente a São Paulo. Después fue también albañil, encargado de estacionamiento, mozo y obrero metalúrgico entre otros trabajos.

## Vida artística
El Grupo "Demônios da Garoa" fue el gran intérprete de sus composiciones, principalmente los sambas que citaban varios lugares de la ciudad de São Paulo como ser los barrios de Jaçanã ("Trem das Onze"), Brás ("Samba do Arnesto"), y Avenida São João ("Iracema"). Elis Regina grabó "Iracema" y "Tiro ao Álvaro", poco antes de la muerte de ambos que fallecen casi en la misma época. Considerado el más importante nombre del samba paulistana, Adoniran retrató la capital y su idiosincrasia.
En la radio fue famoso su personaje Charutinho. Además de las películas de los años 50 y años 60, tales como Candinho, el largometraje de 1953 de Mazzaropi, participó como actor en los años 70 de telenovelas de la TV: "Tupi" y "Mulheres de Areia", en la cual hacia un personaje que se decía autor de los sambas de Adoniran.

## Principales composiciones
- Malvina, 1951
- Saudosa maloca, con Osvaldo Moles, 1951
- Joga a chave, 1952
- Samba do Arnesto, 1953
- As mariposas, 1955
- Iracema, Adoniran Barbosa, 1956
- Apaga o fogo Mané, 1956
- Bom-dia tristeza, 1958
- Abrigo de vagabundo, 1959
- No morro da Casa Verde, 1959
- Prova de carinho, 1960
- Tiro ao Álvaro, con Osvaldo Moles, 1960
- Luz da light, 1964
- Trem das Onze, 1964
- Trem das Onze com Demônios da Garoa, 1964
- Agüenta a mão, 1965
- Samba italiano, 1965
- Tocar na banda, 1965
- Pafunça, 1965
- O casamento do Moacir, 1967
- Mulher, patrão e cachaça, 1968
- Vila Esperança, 1968
- Despejo na favela, 1969
- Acende o candeeiro, 1972
- Fica mais um pouco, amor, 1975